# Lijst van burgemeesters van Sint Geertruid
Dit is een lijst van burgemeesters van de voormalige Nederlandse gemeente Sint Geertruid tot die gemeente op 1 januari 1982 opging in de gemeente Margraten.
| Ambtsperiode | Naam burgemeester                       | Partij of stroming | Bijzonderheden                                                  |
| ------------ | --------------------------------------- | ------------------ | --------------------------------------------------------------- |
| 18?? - 18??  | O.J. Roosen                             |                    |                                                                 |
| 18?? - 1848  | J.W. Duijsens                           |                    |                                                                 |
| 1849 - 1858  | J.A. Roebroek                           |                    |                                                                 |
| 1859 - 1870  | L. Teheux                               |                    |                                                                 |
| 1870 - 1876  | J.W. Bemelmans                          |                    |                                                                 |
| 1876 - 1887  | W.Th. Duijsens                          |                    |                                                                 |
| 1887 - 1917  | A.D.A. Quaedvlieg                       |                    |                                                                 |
| 1917 - 1948  | E.J.H. Wolfs                            |                    | tevens burgemeester van Mheer (1918-1938)                       |
| 1948 - 1974  | Jan (J.J.C.M.) Beckers                  |                    | tevens burgemeester van Mheer (1938-1974)                       |
| 1974 - 1982  | jhr. Wite (L.M.) Michiels van Kessenich | KVP / CDA          | tevens burgemeester van Mheer, later burgemeester van Margraten |